# Праскорсано
Праскорсано (італ. Prascorsano, п'єм. Prascorsan) — муніципалітет в Італії, у регіоні П'ємонт,  метрополійне місто Турин.
Праскорсано розташоване на відстані близько 550 км на північний захід від Рима, 34 км на північ від Турина.
Населення — 762 особи (2014).
Щорічний фестиваль відбувається 30 листопада. Покровитель — Андрій Первозваний.

## Демографія
Населення за роками:

Станом на 1 січня 2023 року в муніципалітеті офіційно проживало 17 іноземців з 6 країн, серед них 13 громадян країн Євросоюзу.

## Сусідні муніципалітети
- Каніскьо
- Куорньє
- Пертузіо
- Пратільйоне
- Ривара
- Сан-Коломбано-Бельмонте
- Вальперга